# Yori Swart
Yori Devi Swart (Alkmaar, 22 december 1989) is een Nederlandse singer-songwriter. Ook bekend onder slechts haar voornaam Yori.

## Biografie

### Jeugd
De in Alkmaar geboren zangeres kreeg op haar 10e haar eerste gitaarlessen van haar vader, Cees Swart. Haar moeder inspireerde haar om liedjes te schrijven en drie jaar later schreef ze haar eerste liedje. Haar ouders gingen uit elkaar toen Swart twee jaar oud was. Op jonge leeftijd verhuisde Swart naar het nabij gelegen dorp Bergen en ging daar ook naar school. Vanaf jonge leeftijd turnde ze en behaalde hiermee een hoog niveau, tot ze op 13-jarige leeftijd hiermee stopte. Hiermee begon haar liefde voor sporten; ze snowboardt, klimt en zeilt onder andere. Muzikale invloeden van Swart zijn onder andere Feist, Emmylou Harris, Trixie Whitley en Laura Marling.

### Conservatorium
Op 17-jarige leeftijd begon ze een studie Popmuziek aan het Conservatorium van Amsterdam, waar ze in 2011 afstudeerde. Nog tijdens haar opleiding won ze met haar band diverse prijzen, namelijk de Sena Performers PopNL Award, de Amsterdamse Popprijs en NH Pop Live. Eind 2011 was Yori Swart tevens winnares van de Grote prijs van Nederland in de categorie singer-songwriter. Vlak na het winnen van de Grote Prijs van Nederland werd zij door 3FM uitgeroepen tot Serious Talent en was ze twee keer in korte tijd te gast bij De Wereld Draait Door, waar ze tevens een bijdrage leverde aan de DWDD Recordings. Haar succes zorgde ervoor dat grote artiesten zoals Agnes Obel, Tim Knol, Wende Snijders en De Dijk haar te vragen als support act. In september 2013 begon ze aan een masteropleiding aan het Conservatorium van Amsterdam om zich muzikaal te verdiepen. Deze opleiding rondde ze succesvol af in 2015. 

## Albums

### Yori Swart
In 2011 brengt Swart haar eerste single 'I Say Nothing' uit als voorloper op haar titelloze/naar zichzelf vernoemde album Yori Swart, wat werd gefinancierd met het prijzengeld van 'De Grote Prijs'. Dit debutalbum kwam uit op 17 februari 2012 en werd gepresenteerd in een uitverkocht Paradiso. Het werd geproduceerd door Attie Bauw in onder andere de Bullet Sound Studio's. Ze bracht dit album uit op haar eigen platenmaatschappij Ysplaat. Het album bestaat uit 10 nummers, die Swart allemaal zelf geschreven heeft. Het album heeft daardoor ook een autobiografisch tintje. Haar debut werd relatief succesvol; het werd in zijn eerste week 'Album van de week bij Radio3FM en stond enkele weken in de Album Top 100. De tweede single van het album is 'Secretly Sleeping'. Het nummer is resultaat van een nachtelijke schrijfsessie van het Xnoizz-item ‘De Eén Uur Service’ op 3FM.
Door het succes van dit album speelde Swart samen met Okke Punt en Reinier Scheffer een aantal shows in Vietnam, als onderdeel van het EUMusic Festival in Hanoi en Ho Chi Minh City. Verder speelde ze ook internationale shows in Marokko, de Verenigde Staten, het Verenigd Koninkrijk en Denemarken.

### Weigh In Weigh Out
In 2013 bracht ze een akoestische, zelfgeschreven album uit getiteld Weigh In Weigh Out, geproduceerd samen met Thomas Olivier. Samen met hem, gitarist Reinier Scheffer en drummer Mischa Porte speelde ze in verscheidende zalen in Nederland. De plaat werd netzoals haar debut uitgebracht in eigen beheer bij haar label YsPlaat. De eerste single van dit album was tevens de titeltrack. Voor dit album vertrok Swart naar de Belgische Ardennen. Het succes van dit album leidde tot een tour in Nederland en het Verenigd Koninkrijk. Van dit album kwam ook een gelimiteerde versie op vinyl uit.
Samen met Cato van Dijck, Kris Berry, Celine Cairo, Qeaux Qeaux Jones, Fridolijn van Pol, Sofie Le Titre en Lavalu vormde ze een project genaamd Ladies of the Lowlands. Deze gelegenheidsformatie van acht vrouwelijke singer-songwriters bij elkaar gebracht door diskjockey Eric Corton. Op 28 mei 2013 gaven ze een concert in een uitverkocht Luxor Live in Arnhem. De formatie bracht één single uit: een cover van Fink 'Perfect Darkness'. 

### Golden Ticket
Begin 2014 vertrok Swart voor twee maanden naar de Verenigde Staten, waaronder Los Angeles, Colorado en Nashville om te schrijven aan een nieuw album. Hier schreef ze voor het eerst nummers voor andere artiesten en ontwikkelde zich als songwriter. In Los Angeles ontmoette ze tevens JJ Blair waarmee ze de EP opnam genaamd Golden Ticket. De, uit vier nummers bestaande, EP werd op 24 september 2014 op haar eigen label mondiaal uitgebracht. Samen met Lori Lieberman schreef ze de titeltrack 'Golden Ticket', met inspiratie die Swart had opgedaan uit haar reis door de Verenigde Staten. Op deze EP heeft ze samengewerkt met onder andere Bird York, Tienus, Frank van Kasteren en Freebo.
Ze speelde tijdens het WK in 2014 samen met Milow bij de NOS Studio Brasil tijdens de wedstrijd Nederland-België en toerde met Milow in het najaar van 2014 mee door Nederland. 

### September
Eind 2014 bouwde ze in voormalig gevangenis Schutterswei in Alkmaar, haar antikraakwoning, een studio. In 2015 nam ze hier het begin op van haar tweede album September, dat uitkwam op 29 September 2017. Bijgestaan werd Swart door producer Mark van Bruggen en werd het album geschreven in nauwe samenwerking met de Engelse singer-songwriter en producer Fin Greenall Fink en onder andere met de Amerikaanse Lori Lieberman en de uit Noorwegen afkomstige singer-songwriter Thomas Dybdahl.

### Live Sessions
De EP 'Live Sessions' werd uitgebracht in 2019. Dit EP bevatte vier liveversies van eerder uitgebrachte nummers. Het nummer 'Sweet Summer Rain' werd opgenomen in Paradiso tijdens de Clubtour van DeLange. De andere drie nummers werden opgenomen in 'the Church'. 

### Losse Singles
Om tijdens de Coronapandemie haar fans een hart onder de riem te steken, bracht Swart samen met haar toenmalige vriend Okke Punt het nummer Hold You uit, een nummer ontstaan in Swarts annex studio. De track werd ingespeeld op verschillende plekken over de wereld, omdat vanwege de pandemie de artiesten niet samen konden komen. De bas en de mastering werden bijvoorbeeld in Los Angeles gedaan. Het nummer heeft meer dan twee miljoen streams op streamingdienst Spotify. 
In december 2020 bracht het duo nog een single uit: 'Making Waves'. Een nummer over 'verzet, weerbaarheid en een beweging van jonge mensen die staan voor een eerlijkere wereld, op wat voor manier dan ook' schrijft Swart op haar Instagram pagina.
Door de jaren heen werkte Swart met verscheidende artiesten samen en bracht ze een aantal singles uit. Ze werkt onder andere samen met zanger Will Knox en brengt met hem het number 'Waterfall' uit. Andere artiesten met wie ze onder andere muziek uitbracht zijn Jan Tekstra, het duo 'Chez Moi', Niels Geusebroek en The BlueBirds. Voor de talkshow  M van Margriet van der Linden werd Swart gevraagd om het nummer Blinding Lights van The Weeknd op te treden. De reacties op haar cover waren zo lovend dat ze besloot het nummer uit te brengen. 

### Wanna Be So High EP
Op 17 maart 2023 bracht Swart haar nieuwe single 'Delaware' uit. Het nummer is geschreven in Los Angeles en de videoclip is opgenomen in Noorwegen. Swart en haar vader raakten tijdens een zeilreis in Noorwegen in de problemen met hun boot, maar een voorbijgaande Noor hielp het duo. Deze man bleek een watervliegtuig te bezitten en stelde voor dat Swart deze kon gebruiken voor een van haar videoclips. De release van het nummer en de videoclip werd gevierd met een speciale vertoning in een Amsterdams theater en de volgende dag bij het Muziekcafé van NPO Radio 2. Een paar weken voor de release van 'Delaware' kondigde Swart een clubtour aan.
In deze periode tekende Swart ook een contract met de grote platenmaatschappij Warner Music Benelux. Delaware was haar eerste single die bij deze maatschappij uitgebracht werd. Hierop volgden 'Jumping Jack Flash' en 'Golden Retriever'. In november van 2023 bracht ze hier ook de EP 'Wanna Be So High' uit. De naam is afkomstig van een lyric in het nummer Delaware.
Een maand na de release van de EP, op 22 december,  bracht Swart de deluxe versie ervan uit. Deze versie bevat het nummer '22 December'. In dit nummer, vernoemd naar haar verjaardag, zingt Swart over haar zoektocht naar 'vrijheid'.

## Ilse DeLange
In 2018 werd Swart door Ilse DeLange gevraagd om deel uit te maken van haar live band. Swart werd DeLanges nieuwe gitariste en achtergrond zangeres. Deze nieuwe werkrelatie trapte ze af met een uitverkocht Carré. Sindsdien speelt Swart tot op heden bij DeLange bij (inter)nationale optredens. DeLange geeft Swart vaak ook ruimte om solonummers te spelen tijdens haar optredens. 
Door de coronapandemie werden ook onder andere Swarts tournee in Canada en de tour van Ilse DeLange afgelast.

## Privéleven
Swart had een relatie met singer-songwriter Okke Punt. Hij speelde een aantal jaar in haar band en samen schrijven ze een aantal nummers. Na zes jaar zijn de artiesten als vrienden uit elkaar gegaan. 
De zangeres is groot fan van zeilen en doet dit met enige regelmaat met haar vader. Met zijn boot zeilt het duo de hele wereld over.

## Optredens
In 2012 speelde Swart "kristalhelder en loepzuiver" in een "volgestroomde" zaal op Eurosonic/Noorderslag en deed ze een succesvolle clubtour in het voorjaar in onder meer de bovenzaal van Paradiso, Tivoli de Helling, Paard van Troje en Rotown. Ook speelt Swart met band in 2012 op vele festivals, waaronder de 3FM Awards, diverse Bevrijdingsfestivals, Oerol, Indian Summer Festival. Ze tourde tijdens het European music festival in Vietnam, speelde in Londen, Kopenhagen en LA en speelde ze als supportact van Milow, Jonathan Jeremiah, Tim Knol, De Dijk en Agnes Obel.Op 20, 21 en 22 november 2024 trad ze op tijdens Blof & Vrienden in Ahoy. Ze zong "Vampire", een cover van Olivia Rodrigo en met Pascal Jacobsen sloot ze het concert af door "Omarm" als duet ze zingen. 

### Radio
In januari 2012 werd Swart benoemd tot 3FM Serious Talent, en vlak na het uitbrengen van haar debuutalbum werd de plaat 3FM Album van de Week. Haar eerste single I Say Nothing bracht ze uit op 06 januari 2012 en stond tot april 2012 in de rotatie op 3FM. De tweede single Secretly Sleeping kreeg zijn primeur in het programma van Michiel Veenstra op 30 mei 2012, en is uitgebracht op 1 juni. Ze is meerdere malen keer langs geweest als gast bij 3FM BNN That's Live en is regelmatig te gast bij Radio 1 en Radio 2.

### TV
Yori Swart is meerdere malen te zien geweest bij De Wereld Draait Door, M, Studio Brazil en Studio Peking. Ook was ze verscheidende keren aanwezig bij lokale omroepen zoals RTV NH, Live uit Lloyd op RTV Rijnmond, NPO en de NOS. Daarnaast is Swart figurant en actrice geweest bij SBS6-serie Celblok H.

## Discografie

### Albums
| Album met eventuele hitnotering(en) in de Nederlandse Album Top 100 | Datum van verschijnen | Datum van binnenkomst | Hoogste positie | Aantal weken | Opmerkingen |
| ------------------------------------------------------------------- | --------------------- | --------------------- | --------------- | ------------ | ----------- |
| Yori Swart                                                          | 17-02-2012            | 25-02-2012            | 31              | 3            |             |
| Weigh in Weigh Out                                                  | 29-03-2013            | -                     | -               | -            |             |
| September                                                           | 29-11-2017            | -                     | -               | -            |             |

### Singles
| Single met eventuele hitnotering(en) in de Nederlandse Top 40 | Datum van verschijnen | Datum van binnenkomst | Hoogste positie | Aantal weken | Opmerkingen |
| ------------------------------------------------------------- | --------------------- | --------------------- | --------------- | ------------ | ----------- |
| I Say Nothing                                                 | 06-01-2012            | -                     |                 |              |             |
| Secretly Sleeping                                             | 01-06-2012            | -                     |                 |              |             |
| Overview                                                      | 03-04-2013            | -                     |                 |              |             |
| Golden Ticket                                                 | 24-09-2014            | -                     |                 |              |             |
| Genet                                                         | 14-07-2017            | -                     |                 |              |             |
| September                                                     | 06-09-2017            | -                     |                 |              |             |
| Diamonds (acoustic dance version)                             | 16-10-2017            | -                     |                 |              |             |
| Bonfire                                                       | 24-11-2017            | -                     |                 |              |             |
| Long time gone                                                | 16-02-2018            | -                     |                 |              |             |
| Come on over                                                  | 22-06-2018            | -                     |                 |              |             |
| Bonfire (RUI Remix)                                           | 31-08-2018            | -                     |                 |              |             |
| Hold You                                                      | 25-03-2020            | -                     |                 |              |             |
| Making Waves                                                  | 04-12-2020            | -                     |                 |              |             |
| Blinding Lights                                               | 24-05-2021            | -                     |                 |              |             |
| Millions                                                      | 29-04-2022            | -                     |                 |              |             |

### Ep
| Extended Plays     | Datum van verschijnen |
| ------------------ | --------------------- |
| Weigh In Weigh Out | 29-03-2013            |
| Golden Ticket      | 24-09-2014            |
| Live Sessions      | 02-02-2019            |
| Wanna Be So High   | 17-11-2023            |